# Descriptor de archivo
En informática los términos descriptor de archivo o descriptor de fichero son usados generalmente en sistemas operativos POSIX. En la terminología de Microsoft Windows y en el contexto de la biblioteca stdio, se prefiere el término "manipulador de archivos" o "manipulador de ficheros", ya que es técnicamente un objeto diferente.
En POSIX, un descriptor de archivo es un entero, específicamente del tipo int de C. Hay 3 descriptores de archivo estándar de POSIX que presumiblemente tiene cada proceso, salvo quizá los demonios:
| Valor entero | Nombre                   |
| ------------ | ------------------------ |
| 0            | Entrada estándar (stdin) |
| 1            | Salida estándar (stdout) |
| 2            | Error estándar (stderr)  |

Generalmente, un descriptor de archivo es una clave a una estructura de datos residente en el núcleo, que contiene detalles de todos los archivos abiertos. En POSIX, esta estructura de datos se llama "tabla de descriptores de archivos", y cada proceso tiene la suya. La aplicación que lanza un usuario pasa al núcleo la clave abstracta mediante una llamada al sistema, y el núcleo tendrá acceso al archivo a nombre de la aplicación, que se basará en la clave. Esa misma aplicación no puede acceder a la tabla de descriptores de archivo directamente, ni para leer ni para escribir.
En los sistemas Unix, los descriptores de archivo se pueden referir a archivos, directorios, dispositivos de bloques o dispositivos de caracteres (también llamados "archivos especiales"), sockets, FIFOs (también llamados "tuberías con nombre") o tuberías sin nombre.
El manejador de archivos en las rutinas de la biblioteca stdio de Unix es, técnicamente, un puntero o una dirección a la primera capa de administración de una interfaz adicional (la interfaz al flujo de archivo stdio), que se apila encima del descriptor de archivo de bajo nivel real. Como "manejador de archivo" se refiere a esta interfaz adicional, no es intercambiable por "descriptor de archivo".
- Datos: Q1060813